# Benny Lynch
Pour les articles homonymes, voir Lynch.
Benny Lynch est un boxeur britannique né le 2 avril 1913 à Glasgow, Écosse, et mort le 6 août 1946.

## Carrière
Champion d'Écosse des poids mouches en 1934 puis champion britannique et champion d'Europe, il devient champion du monde NBA de la catégorie le 9 septembre 1935 en battant Jackie Brown par arrêt de l'arbitre au 2e round.
Lynch unifie le titre en battant le champion NYSAC Small Montana le 19 janvier 1937 puis conserve ses ceintures aux dépens de Peter Kane et de Jackie Jurich. Ne parvenant plus ensuite à respecter la limite de poids autorisée, les titres NBA & NYSAC sont déclarés vacants et remis en jeu entre Kane et Jackie Jurich le 22 septembre 1938.

## Distinction
- Benny Lynch est membre de l'International Boxing Hall of Fame depuis 1998[1].

## Référence
1. ↑  (en) Biographie de Benny Lynch sur le site de l'International Boxing Hall Of Fame (ibhof.com)